# 2009 في فنلندا
فيما يلي قوائم الأحداث التي وقعت خلال عام 2009 في فنلندا.

## أحداث
- 31 ديسمبر – حادثة إطلاق النار في إسبو

## أفلام
من الأفلام التي صدرت هذه السنة في فنلندا:
- 1 يناير – خطابات إلى الأب يآكوب من إخراج كلاوس هارو.

## وفيات

### يونيو
- 27 يونيو – ويلى كيركلوند (مواليد 1921) كاتب فنلندي.

### سبتمبر
- 30 سبتمبر – بنتي أيريكالا (مواليد 1945) سائق رالي فنلندي.

### أكتوبر
- 4 أكتوبر – فيكو هووفينن (مواليد 1927) كاتب فنلندي.